# Holland Park
Holland Park - park w dzielnicy Kensington and Chelsea w Londynie. 
Park ma 54 akry. Powstał na terenach otaczających  zbudowany w  XVII w Cope Castle, później nazwany Holland House. Holland House uległ częściowemu zniszczeniu podczas II wojny światowej. Po wojnie park został własnością publiczną i otworzono go dla zwiedzających.  
Na północy park jest zadrzewiony, Holland House otaczają ogrody, a część południową przeznaczono do uprawiania sportu. W parku znajduje się Oranżenria, korty tenisowe, boisko do krykieta, ogród japoński, plac zabaw dla dzieci, schronisko młodzieżowe oraz teatr letni wystawiający opery.